# Cyphorhinus arada
El cucarachero musical, (en Colombia, Ecuador y Perú), violinero (en Venezuela), wirapuru o güirapurú (Cyphorhinus arada), es una especie de ave paseriforme perteneciente al género Cyphorhinus, de la familia Troglodytidae que se destaca por su canto elaborado. Es nativo del escudo guayanés y de la cuenca amazónica en América del Sur.

## Distribución y hábitat
Se distribuye desde el este y sureste de Venezuela, hacia el este por Guyana, Surinam, Guayana francesa y  noreste de la Amazonia brasileña; hacia el oeste y suroeste por toda la cuenca amazónica brasileña, sur de Colombia, hasta los contrafuertes de los Andes del este de Ecuador, norte y este de Perú y noroeste de Bolivia.
El cucarachero musical es considerado poco común en su hábitat natural, el suelo o cerca, de selvas húmedas amazónicas, principalmente de terra firme, hasta los 1000 m de altitud.

## Descripción
Mide 13 cm de longitud y pesa entre 18 y 24 g. En la mayoría de su rango, la frente, garganta y pecho son de color rufo-anaranjado, con una corta lista superciliar rufa o blanquecina; todo el resto es pardo fosco, las alas y la cola finamente barradas de negro. La subespecie nominal, de las Guayanas y norte de Brasil, exhibe un notable collar nucal parcial de estrías blancas. Existe considerable variación geográfica de plumaje, especialmente en las partes inferiores, entre las varias subespecies descritas. Las diferencias vocales también son evidentes, lo que puede implicar en una revisión taxonómica.

## Comportamiento
Anda por el suelo oscuro del sotobosque en pareja o en pequeños grupos familiares, revolviendo la hojarasca; generalmente se mueven por sí mismos, no acompañando bandadas mixtas. Algunas veces siguen regueros de hormigas guerreras para capturar las presas que estas espantan.

### Alimentación
Su dieta consiste principalmente de artrópodos, pero también de algunos frutos. En su alimentación se registran orugas, escarabajos (Coleoptera), arañas (Araneae), miríapodos (Diplopoda), entre otros.

### Reproducción
La estación reproductiva es bastante prolongada. Huevos fueron registrado en julio en Guyana, y pichones jóvenes en final de julio; y nido con pichones en septiembre en Surinam. Construye un nido de formato esférico con entrada lateral y tejido con fibras y pajas secas, sujetado a palmeras espinosas (Bactris), o sobre árboles bajos tomados por hormigas mordedoras simbióticas, como defensa contra predadores.

### Vocalización
El cucarachero musical posiblemente sea uno de los pájaros neotropicales con el canto más impresionante y melodioso, característico a ambos sexos. Consiste en una variedad de frases musicales complejas acompañadas de notas bajas guturales, como zumbidos, cada frase repetida varias veces antes de ir para una próxima.

## Estado de conservación
El cucarachero musical ha sido calificado como preocupación menor por la Unión Internacional para la Conservación de la Naturaleza (IUCN) y considerada de poco común a bastante común, a pesar de baja densidad de población, en su enorme área de distribución. Con base en modelos de deforestación de la Amazonia, se sospecha que esta especie pueda perder entre 8,6 y 9,3 % de su hábitat conveniente dentro de sus zona de distribución a lo largo de las próximas tres generaciones (12 años). Por lo tanto, su población podría decaer alrededor de menos del 25 % a lo largo de dichas tres generaciones.

## Sistemática

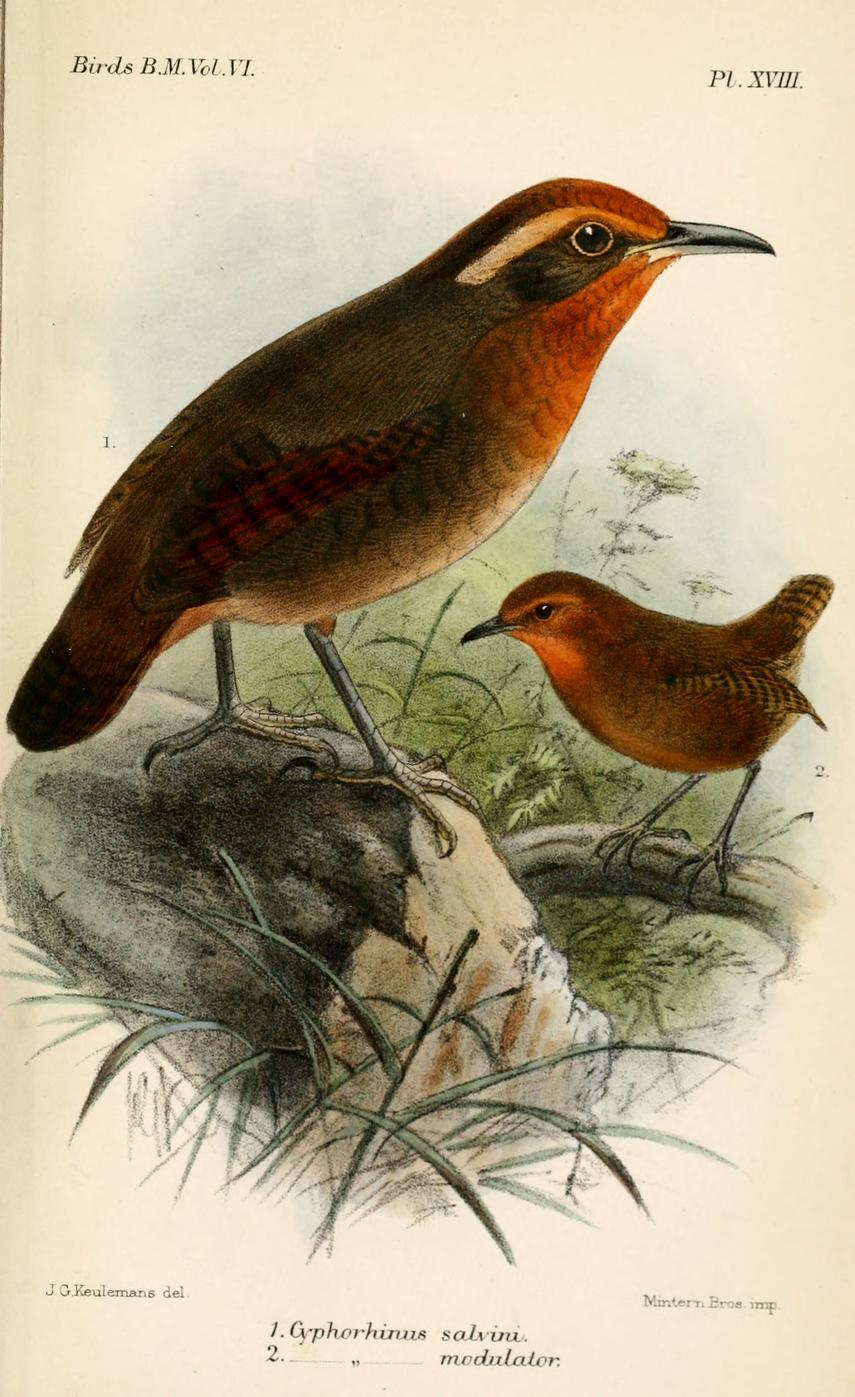
C. a. salvini (izquierda) y C. a. modulator (derecha), ilustración de Keulemans para Catalogue of the birds in the British Museum, Volume 6, 1881.

### Descripción original
La especie C. arada  fue descrita por primera vez por el naturalista alemán Johann Hermann en 1783 bajo el nombre científico Myrm(ornis) arada; localidad tipo «Cayena, Guayana francesa».

### Etimología
El nombre genérico masculino «Cyphorhinus» deriva del griego «kuphos»: joroba, y «rhis, rhinos»: nariz; significando «con el pico curvo»; y el nombre de la especie «arada», es de origen amerindio y designaba esta ave en Cayena, y por lo tanto, permanece neutro en relación con el nombre masculino del género, ya que fue incorrectamente enmendado para aradus por algunos autores antiguos.

### Taxonomía
La presente especie ya ha sido considerada conespecífica con Cyphorhinus phaeocephalus, pero esta tesis no es plausible, dadas las grandes diferencias de vocalización entre las mismas. La subespecie nominal del noreste del continente (centro de endemismo de las Guayanas) es la más distintiva en términos morfológicos, pero se parece parcialmente con la subespecie oriental griseolateralis del sur del río Amazonas (centro de endemismos del Tapajós); la subespecie adyacente interpositus (del centro de endemismos de Rondônia) tiene patrón diferente de la cabeza, pero comparte el vientre gris con las dos anteriores; las subespecies modulator (del centro de endemismos del Inambari), salvini (del centro de endemismos del Napo) y transfluvialis (del centro de endemismos de Imeri) se parecen a interpositus pero tienen las partes inferiores de color crema, cada una diferenciándose sútilmente de la otra; los cantos de todas las subespecies muestran grados moderados de divergencia, pero la variación es considerable, de forma que son necesarios análisis exhaustivos para demostrar las reales diferencias; de cualquier forma, cada subespecie está genéticamente bien marcada, e investigaciones futuras pueden resultar en revisión de los límites. Las subespecies propuestas urbanoi y faroensis, son consideradas como sinónimos de la nominal, ya que el diagnóstico de sus caracteres está dentro de la variación de plumaje de la nominal. Los estudios de Bocalini & Silveira (2016) proponen la división del complejo C. arada en seis especies plenas, pero esto no ha sido todavía reconocido por las mayores clasificaciones.

### Subespecies
Según la clasificación del Congreso Ornitológico Internacional (IOC) y Clements Checklist v.2017, se reconocen seis subespecies, con su correspondiente distribución geográfica y nombre común propuesto:
- Cyphorhinus arada arada (Hermann, 1783) – cucarachero musical guayanés; este y sureste de Venezuela, las Guayanas y  noreste de Brasil (hacia el este desde el bajo río Negro, al sur hasta el río Amazonas).
- Cyphorhinus arada transfluvialis (Todd, 1932) – cucarachero musical de Imeri; base de los Andes orientales en el sur de Colombia (Caquetá) hacia el este hasta el noroeste de Brasil (al este hasta el río Negro).
- Cyphorhinus arada salvini Sharpe, 1882 – cucarachero musical del Napo; sur de Colombia (Putumayo), este de Ecuador y noreste de Perú (Loreto).
- Cyphorhinus arada modulator (d’Orbigny, 1838) – cucarachero musical del Inambari; tierras bajas del este de Perú, oeste de Brasil (hacia el este hasta el río Madeira, al sur del Amazonas) y norte de Bolivia.
- Cyphorhinus arada interpositus (Todd, 1932) – cucarachero musical de Rondonia; centro norte de Brasil desde el Madeira hacia el este hasta el río Tapajós, al sur hasta el norte de Mato Grosso.
- Cyphorhinus arada griseolateralis Ridgway, 1888; cucarachero musical del Tapajós – margen sur del bajo Amazonas al este del Tapajós, al sur hasta el río Jamanxim (en Brasil).

## En la mitología popular
En portugués se lo denomina uirapuru o muchas otras variantes del nombre, todas basadas en la denominación tupí-guaraní wirapu'ru. Especialmente en Brasil, el cucarachero musical es mencionado en numerosas leyendas y fábulas, la mayoría relacionadas con su fuerte y hermoso canto. Una de estas leyendas cuenta que cuando comienza a cantar todas las otras aves detienen su canto para oírlo. Se cree también que trae buena suerte, lo cual induce a algunas personas a matarlo para guardarlo embalsamado.

### Leyenda del uirapuru
Cuenta la leyenda que un joven guerrero indígena, llamado Quaraçá, que vivía con su gente en la selva amazónica, adoraba pasear por los bosques tocando su flauta de bambú. El sonido resonaba entre los árboles y hacía callar a todos los animales. A todos les gustaba escuchar aquella música. 
Un día, mientras paseaba por la tribu, el joven Quaraçá se enamoró de la bellísima Anahí, que era casada con el cacique. El joven sabía que su amor era imposible, y luego fue tomado por la tristeza. De tanto sufrir, ni quería más tocar su flauta. La tristeza lo consumía. Fue entonces que resolvió pedir ayuda al dios Tupã. Fue para el medio de la selva y tocó, tocó mucho aquella flauta. Lloraba e cantaba y pedía ayuda. Tupã se sensibilizó con el sufrimiento del joven y decidió ayudarlo, transformándolo en un pequeño pájaro colorido, de bellísimo canto, al que le dio el nombre de Uirapuru.
En aquel día, Uirapuru voló por la selva, volvió a la tribu, cantó y voló de nuevo. Y así pasó a hacerlo todos los días, encantando a todos con su fuerte y lindo canto. Todas la veces que veía a su amada, posaba y cantaba para ella, que se quedaba maravillada con el sonido de aquel pequeño y lindo pájaro. 
Con el tiempo, el cacique también se encantó con el canto del Uirapuru. Quería que se quedase allí, cantando para siempre. Quiso aprisionarlo, hizo una armadilla, fue en su busca y se perdió en la selva. De él, nunca más se tuvo noticias. Dicen que fue un castigo de Curupira, el protector de los bichos de la selva, que no podía ver animal sufriendo sin quedarse muy enojado.
La bella Anahí se quedó sola, pero no tuvo tiempo para tristeza, porque Uirapuru llegaba allí todos los días, con aquel canto lindo, para consolar a la amada. Pero, más que eso, soltaba aquel canto triste porque creía que, así, ella podría descubrir quien él era, y eso quebraría el encanto...
Dice también la leyenda que el Uirapuru es un pájaro mágico que trae mucha suerte. Se cree, que quien consigue verlo cantando, es solo hacer un pedido que el pájaro lo realiza.

## En la cultura
Esta especie ha sido celebrada de varias formas en la música popular y erudita, y en el cine, principalmente en Brasil:
- El poema sinfónico y ballet «Uirapuru, o passarinho encantado» del compositor erudito brasileño Heitor Villa-Lobos (1887 – 1959), compuesto en 1917 y finalizado en 1934.[18][19]

- La película documental «Uirapuru» del cineasta israelí Sam Zebba (1924 – 2016). En 1950, el estudiante israelí de cine de la Universidad da Califórnia, en Los Ángeles, partió para filmar una leyenda indígena brasileña, con base en la música de Heitor Villa-Lobos. El filmaje fue hecho entre los indios Urubú-Ka'apor, en Maranhão. En Belém, capital de Pará, Peter Paul Hilbert (1914 – 1989), antropólogo alemán del Museu Paraense Emílio Goeldi, se juntó a él en la aventura criativa, que culminó en un premiado documental artístico.[20]

- La pieza musical «O Uirapuru» (en Cinco piezas para dos flautas dulces) del compositor brasileño Francisco Mignone (1897 – 1986).[21]

- La canción «Uirapuru» del cantor y compositor brasileño Sergio Reis.[22]

- La canción «Uirapuru» del compositor brasileño Waldemar Henrique.[23]